# Vallada
Vallada – gmina w Hiszpanii, w prowincji Walencja, we wspólnocie autonomicznej Walencja, o powierzchni 61,5 km². W 2011 roku liczyła 3309 mieszkańców.